# Sankt Maximilians katolska kyrka
Sankt Maximilians katolska kyrka (tidigare Missionskyrkan och Equmeniakyrkan) är en kyrkobyggnad i Motala, Motala kommun. Kyrkan var från början ansluten till Svenska Missionsförbundet. År 2018 köptes kyrkan av Katolska kyrkan.

## Historik
Under 1920-talet växte Motala missionsförsamling och man behövde då en större lokal. I november 1923 beslutade man att bygga en ny kyrka. Arkitekten Erik Lallerstedt fick då i uppdrag att rita en ny kyrka. Den första förslaget han ritade var för dyrt och han var tvungen att komma med ett nytt förslag. Kyrkan fullbordades 1925 och kostade 150 000 kronor. År 1984 byggde man ut kyrkan på norra sidan för att få upp köket och toaletterna från källaren, i enlighet med Lallerstedts första förslag.
År 2018 såldes kyrkan till Katolska kyrkan. Equmeniakyrkan hade då beslutat att bygga en ny kyrka för omkring 30 miljoner kronor i Furulid i Varamon. Katolska kyrkan skulle i augusti 2019 starta ett munkkloster inom Franciskanorden i kyrkan.

## Inventarier
Kristusskulpturen i fonden och reliefen på predikstolen utfördes av konstnären Ivar Johnsson från Stockholm. 88 målningar över estraden, takmålningen i församlingssalen, kyrkbänkarna och stuckaturerna i kyrksalen gjordes av E. Lindelöf från Sala.

### Orgel
Den nuvarande pneumatiska orgeln byggdes 1942 av A Magnussons Orgelbyggeri AB i Göteborg. Orgeln har fria och fasta kombinationer, samt ett tonomfång på 56/24. Innan orgel fanns, användes ett harmonium.
| Huvudverk I   | Svällverk II      | Pedal                       | Koppel    |
| Principal 8'  | Rörflöjt 8'       | Subbas 16'                  | I/P       |
| Borduna 8'    | Salicional 8'     | Oktava 8' (transmitterad I) | II/P      |
| Oktava 4'     | Vox Celeste 8'    |                             | II/I      |
| Hålflöjt 4'   | Gemshorn 4'       |                             | I 4'/I    |
| Qvinta 2 2⁄3' | Nazard 2 2⁄3'     |                             | II 16'/I  |
| Oktava 2'     | Blockflöjt 2'     |                             | II 4'/I   |
| Mixtur 4 chor | Terzian 1 3⁄5'    |                             | II 16'/II |
|               | Cymbel 3 chor     |                             | II 4'/P   |
|               | Tremolo           |                             |           |
|               | Crescendosvällare |                             |           |